# Michael Higdon
Michael Higdon (ur. 2 września 1983 w Liverpoolu) – angielski piłkarz występujący na pozycji napastnika. Król strzelców Scottish Premier League w sezonie 2012/2013.